# Sebastião Laranjeiras
Sebastião Laranjeiras este un oraș în statul Bahia (BA) din Brazilia.